# Загуменних Юрій Тимофійович
Юрій Тимофійович Загуменних (рос. Юрий Тимофеевич Загуменных, 7 червня 1947 — 11 серпня 1979, Дніпропетровська область) — радянський футболіст, захисник.

## Кар'єра
На початку кар'єри виступав за «Промінь» з Владивостока.
У 1970 році був запрошений головним тренером Євгеном Горянським в «Зеніт», де впевнено зайняв місце на лівому фланзі оборони і протягом декількох років демонстрував надійний футбол. Включений в список 33 кращих футболістів сезону в СРСР (1972, № 3).
У квітні 1975 року отримав важку травму на тренуванні. Після операції на хребті отримав другу групу інвалідності, але не здався, і спочатку почав пересуватися по кімнаті, а потім ходити по вулиці, після чого бігати. Через півтора року зробив перший удар по м'ячу.
У 1977 році повернувся у великий футбол. Але в «Зеніті» йому вказали на двері. Загуменних відправився у «Пахтакор». Як і в «Зеніті», став одним з ключових гравців клубу з Ташкента.
Входить в список 55 кращих футболістів в історії «Зеніту» за версією видання «История „Зенита“».

## Смерть
11 серпня 1979 року загинув в авіакатастрофі разом з командою «Пахтакор».
Похований на Кіновєєвському кладовищі в Санкт-Петербурзі. Кенотаф встановлений на Кладовищі № 1 в Ташкенті.